# Вавилон-17
«Вавилон–17» (англ. Babel–17) — научно-фантастический роман Сэмюэля Дилэни, опубликованный в 1966 году. Роман получил премию премия «Небьюла» за лучший роман 1967 года.

## Сюжет
Действие романа происходит в будущем. Человечество вышло в космос и находится в состоянии войны с Захватчиками. О войне и самих Захватчиках известно немного, однако их, как и Союз, возглавляют люди. Упоминается, что Захватчики установили шесть запретов, которые существенно повлияли на экономику Союза, привели к голоду и множеству смертей. Однако полномасштабного вторжения не последовало и на момент действия романа экономика Союза адаптировалась. Война приобрела характер открытых столкновений в приграничном космосе и диверсионной войны.
Роман начинается со встречи Ридры Вонг («наиболее известная поэтесса в пяти исследованных Галактиках») и генерала Форестера. Девушка разносторонне одарена: имеет склонность к языкам («К двенадцати годам я знала семь земных языков и пять неземных»), работала криптографом, навигатором на космическом корабле, получила звание капитана, а также обладает телепатическими способностями. Генерал сообщает ей, что в последние три года произошло несколько значимых диверсий и все они сопровождались переговорами на неизвестном землянам языке, которому дали условное название «Вавилон–17». Ридра соглашается помочь военным перевести язык. Из полученных записей она узнает, где будет следующий несчастный случай и собирает команду звездолёта, чтобы отправиться в Армседж на Двор Военного Союза. За одну ночь она собирает команду, состоящую из капитана, трёх Навигаторов разобщённых (Ухо, Глаз и Нос), помощника капитана и взвода солдат.
Перед прибытием к месту назначения Ридра Вонг продвигается в изучении «Вавилона-17», она видит аналитичность и экономность этого языка, в нём можно в пять слов высказать то, на что в английском требуется целый абзац. Одновременно с этим выясняется, что на корабле действует предатель, который вывел из строя цепи коммуникации. В Военном Дворе барон Вэр Дорко приглашает Ридру Вонг и её команду на торжественный приём, а перед ним показывает капитану новейшие вооружения Союза. Среди образцов вооружения самыми эффективными оказываются слиток металла, который может принять форму любого оружия, а пронесённый на космический корабль — способный полностью вывести его из строя, и генетически сконструированные люди, рост, интеллект и физическая сила которых значительно увеличены. Полученные таким образом существа (ТВ–55) используются как шпионы.
На званом ужине происходит диверсия: один из ТВ–55 выходит из-под контроля и убивает барона. В общем хаосе команда Вонг эвакуируется на свой звездолёт и по команде капитана (по всей видимости, записанной предателем заранее), отправляется в путь. Корабль попадает в опасную близость от звезды. В последний момент корабль спасает Джебел «Тарик», корабль-тень. Это боевой корабль-пират, который уничтожает и грабит корабли Захватчиков (а иногда и Союзников) в Снэпе. Джебел, капитан корабля, принимает экипаж Ридры как гостей. В ходе их знакомства на радарах «Тарика» появляется транспортный корабль Союза, преследуемый боевым кораблем Захватчика. Джебел решает атаковать Захватчиков и оставляет Ридру в командном пункте своего корабля, где она наблюдает за космической битвой. Сражение складывается тяжело и в критический момент Ридра открывает новое свойство «Вавилона–17». Когда она думает на нём, ускоряется метаболизм и замедляется время. «Вавилон–17» оказывается системой мышления; используя его, Ридра находит слабые точки в построении противника и передает координаты для ударов Батчеру, помощнику Джебела.

## Персонажи
- Ридра Вонг — капитан, поэтесса, талантливый лингвист, разгадавший тайны языка «Вавилон-17»

Экипаж
- Брасс — пилот,
- Молли — Навигатор-один
- Калли — Навигатор-два,
- Рон — Навигатор-три,
- Чертенок — кок
- Помощник

Земляне
- Маркус Т’мварба — психиатр, человек воспитывавший Ридру Вонг, «Моки»
- Форестер — генерал, возглавляет штаб-квартиру Союза
- Даниэль Д. Эпплби — таможенник, помогавший Ридре Вонг собрать команду, и впечатлённый жизнью звездолётчиков-«транспортников».

Космические пираты
- Джебел — капитан корабля «Тарик»
- Батчер — помощник капитана на «Тарике»
- Корд —

Прочие
- Вер Дорко — барон, глава лаборатории по изготовлению оружия в Дворах.

## Критика
Польский философ и фантаст Станислав Лем в своей монографии «Фантастика и футурология», анализируя «Вавилон-17», отмечал, что произведение Дилэни имеет форму авантюрно-шпионского повествования, а гипотеза «лингвистического порабощения разума» играет в повести формальную роль. Цивилизация Захватчиков, их ценности, цели в войне с землянами автором не описаны. По сути они выведены как «абсолютное воплощение зла» и их мотивы не нуждаются в описании, а следовательно — в осмыслении и понимании. Выбрав принцип романа «right or wrong my country», Дилэни написал остросюжетное фантастическое произведение со шпионским сюжетом; в то время как если бы он выбрал другой путь, книга могла быть наполнена серьезным содержанием, обозначила бы актуальную, по мнению Лема, дилемму развития технологий управления человеческим поведением.

## Награды и номинации
- Премия «Небьюла» за лучший роман за 1967 год (единственный год, когда премию получило сразу два романа — вторым стал роман «Цветы для Элджернона» Дэниела Киза)
- Номинация на премию «Хьюго» за лучший роман за 1967 год
- Вавилон-17 на сайте Лаборатория Фантастики